# Свято-Духов монастырь (Вологда)
Свято-Духов монастырь — упразднённый мужской монастырь в Вологде. Находился на юго-западной стороне города (исторический район Нижний посад), на берегу реки Содемки (приток Вологды).

## История
Монастырь был основан в начале XVII века святым Галактионом Вологодским. Первоначально именовался Галактионовой пустынью. До 1654 года все строения монастыря были деревянными. В 1654 году на средства, пожертвованные царём Алексеем Михайловичем, был выстроен каменный собор во имя Сошествия Святого Духа, и монастырь получил наименование Свято-Духов.
В 1775 году указом Святейшего Синода обитель переименована в Спасо-Каменный монастырь — по наименованию сгоревшего и упразднённого Спасо-Каменного монастыря, братия которого была переведена в вологодский Свято-Духов монастырь.
Около 1800 года монастырь был обнесён каменной оградой. В 1810—1811 годах к собору Святого Духа была пристроена трёхъярусная колокольня. Каменная церковь Знамения Пресвятой Богородицы построена в 1867 году.
В 1918 году Свято-Духов монастырь был закрыт и передан военному ведомству. С 1 мая по 15 августа 1918 в монастыре располагался гараж 23-го авто-броне отряда. К лету 1925 года на месте снесённого при закладке стадиона кладбища, которые комиссары от спорта снесли в спешке из-за участия в футбольном первенстве РСФСР 1924 года и затянувшейся земельной тяжбы с Губмузеем о территории спортплощадки «настоятельно рекомендовали» использовать под спортплощадку — был построен стадион «Динамо». Спорить с уполномоченными власти и партии было бессмысленно. Почти одновременно с вердиктом комиссии постановлением Вологодского губисполкома были закрыты церковь Сошествия Святого Духа и часовня в Свято-Духовом монастыре. Затем в церкви Сошествия Святого Духа и здании келий монастыря долгое время размещалось областное управление НКВД и КГБ СССР. Уцелевший корпус келий и перестроенный собор принадлежит МВД.
После Перестройки рядом с территорией бывшего монастыря был установлен мемориал в память жертв политических репрессий.
В настоящее время Собор Сошествия Святого Духа Свято-Духова монастыря действующий, службы проходят регулярно.

## Арсениево-Одигитриевская пустынь при Свято-Духовом монастыре
Арсениево-Одигитриевская пустынь была основана преподобным Арсением Комельским в 1529 году. Однако после того, как екатерининским манифестом о секуляризации монастырских земель 1764 года были введены монастырские штаты, обитель была закрыта и приписана сначала к Воскресенскому кафедральному собору в Вологде, а впоследствии, в 1861 году — к Свято-Духову монастырю. В пустыни располагался храм в честь иконы Божией Матери Одигитрии с приделом, посвящённым Николаю Чудотворцу. Кроме того, в часовне у врат пустыни покоился почитаемый прах усопших настоятелей обители, иеромонахов Арсения и Иннокентия.

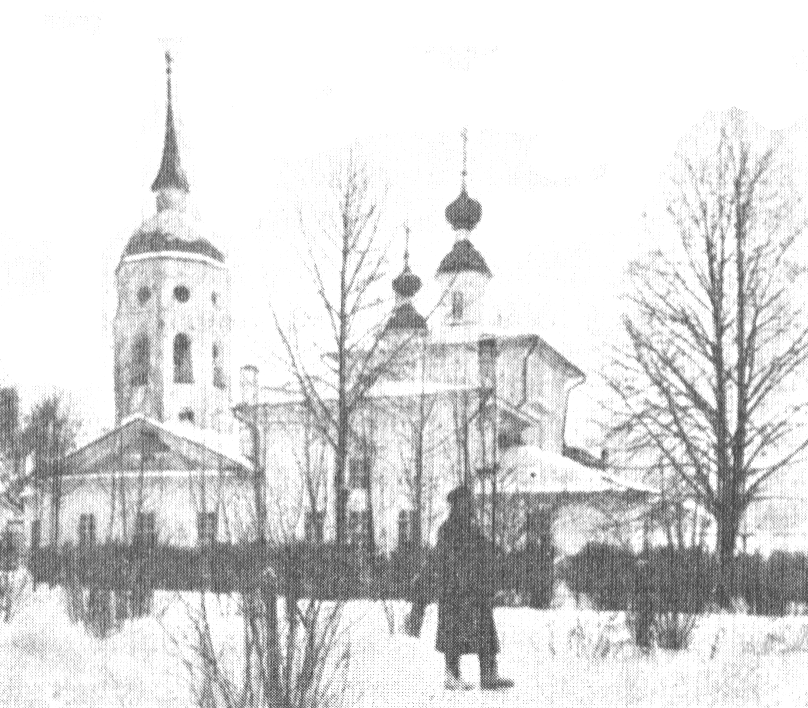
Арсениево-Одигитриевская пустынь. Иллюстрация из книги «Православные русские обители»

## Архитектура

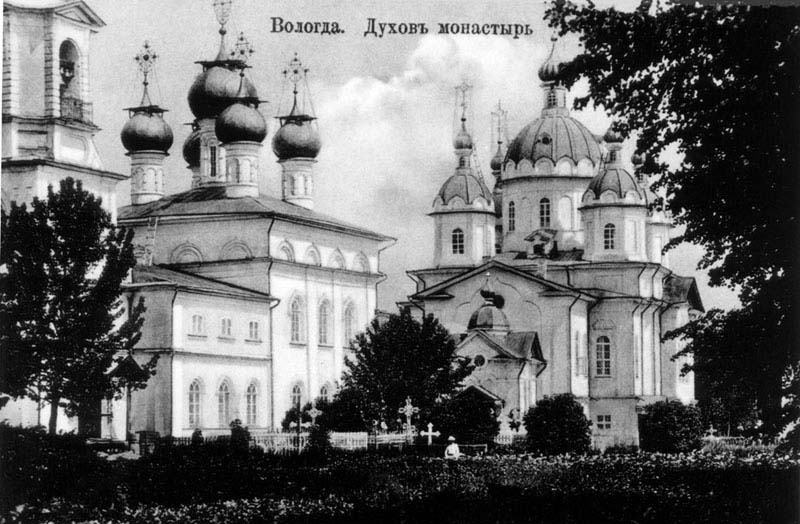
Свято-Духов монастырь

### Собор Сошествия Святого Духа
Кирпичный пятиглавый двухсветный храм с трапезной в стиле XVII века. Повёрнут алтарями на северо-восток. В 1810—1811 годы построена колокольня в стиле классицизма, в 1870-х перестроен алтарь. После того как собор был закрыт в 1924 году, главы были сломаны.

### Знаменская церковь
Большая кирпичная четырёхстолпная пятиглавая двухэтажная церковь в стиле эклектики. Сооружена в 1860—1867 годы на месте старой, обгоревшей в 1854 году, к востоку от Свято-Духовского собора. Внизу находился храм Галактиона Вологодского с боковыми приделами Димитрия и Иакова Ростовских и Иоасафа Каменского. В церкви под спудом хранились мощи Галактиона Вологодского. Закрыта в 1928 году, позже сломана.

### Надкладезная часовня
Кирпичная восьмигранная часовня во дворе монастыря, к югу от Знаменской церкви, сооруженная над колодцем, выкопанным Галактионом Вологодским. Построена в 1868 году в стиле эклектики. Закрыта в 1924 году, позже сломана.

### Часовня при вратах монастыря
Небольшая кирпичная часовня в башенке справа от Святых ворот, выходивших на Предтеченскую улицу. Ворота сломаны в 1960—1970-х.